# 地役権
地役権（ちえきけん）とは、設定行為で定めた目的に従い、他人の土地を自己の土地の便益に供する権利。日本の民法では280条以下に規定がある。
- 日本の民法は、以下で条数のみ記載する。

## 概説

### 地役権の意義
地役権とは設定行為で定めた目的に従い、他人の土地を自己の土地の便益に供する権利である（第280条前段）。地役権が設定された場合に、便益を供する側の土地を承役地（しょうえきち）、便益を受ける側の土地を要役地（ようえきち）という。地役権は承役地の利用により要役地の使用価値を高めるものでなければならない。
地役権に限らず一般に役権（えきけん）とは、他人の所有物を一定の人あるいは物のために利用する権利を指すローマ法以来の概念で、前者を人的役権、後者を物的役権といい、自己の土地の便益のために他人の土地を利用することを内容とする物的役権が地役権ということになる。
地役権の具体例としては、用水地役権（引水地役権）、通行地役権、眺望地役権（観望地役権）、送電線地役権、湧水池地役権、浸冠水地役権（遊水地地役権）などがある。なお、用水地役権については285条に規定がある。

### 土地賃借権との差異
賃借権の場合には賃借人が排他的に土地を占有して利用することになるが、地役権の場合は占有を排他的に取得するものではなく、その効力は目的達成のため必要最小限度にとどまり、これと両立しうる承役地の権利者による承役地の利用は排斥されない（地役権の非排他性・共用的性格、共同便益）。

## 地役権の分類
地役権の行使の態様によって以下のように分類される。

### 継続地役権と不継続地役権
承役地の利用が間断なく続いている場合を継続地役権（観望地役権など）、そうでない場合を不継続地役権という（汲水地役権など）。この区別は地役権の時効取得において意味を持ち、地役権の時効取得の要件の1つとして継続的に行使される地役権（継続地役権）であることが要件とされている（283条、#取得時効参照）。

### 表現地役権と不表現地役権
内容を外部から認識しうる事実状態を伴う場合を表現地役権（通路を開設した通行地役権、地表に敷設した送水管による引水地役権、汲水地役権など）、そうでない場合を不表現地役権という（通路を開設しない通行地役権、地下に埋設した送水管による引水地役権、観望地役権など）。この区別は地役権の時効取得において意味を持ち、地役権の時効取得の要件の1つとして外形上認識することができる地役権（表現地役権）であることが要件とされている（283条、#取得時効参照）。

### 作為地役権と不作為地役権
一定の行為を要する場合を作為地役権あるいは積極地役権（通行地役権など）、そうでない場合を不作為地役権あるいは消極地役権という（観望地役権など）。

## 地役権の性質
- 地役権の非排他性（先述、#土地賃借権との差異参照）。
- 地役権の付従性・随伴性
地役権は権利としては独立しているものの、権利の目的上、要役地の所有権に従属する従たる権利とされ、要役地の所有権の移転に伴って当然に移転し又は要役地について存する他の権利の目的となる（281条1項本文）[13]。移転につき当事者間に意思表示は不要である（大判大10・3・23民録27輯586頁）。設定行為により付従性を制限する特約も可能であるが（281条1項但書）、登記がなければ対抗できない（不動産登記法80条1項3号参照）[14]。ただし、地役権は要役地から分離して譲り渡し又は他の権利の目的とすることができず（281条2項）、これに反する特約は無効である[15][16]。
- 地役権の不可分性
要役地や承役地が共有地の場合にも、地役権の発生・消滅にかかわる事項は一律に扱われる（282条1項・2項、284条1項・2項・3項、292条）。これらは地役権の不可分性として説明されることが多いが、「不可分性」の語は多義的・包括的であるため本来適切でないとする指摘がある[17]。

## 地役権の取得

### 地役権設定行為
地役権は土地所有者と地役権者との設定行為により取得できる（280条本文）。設定行為は通常は契約（地上権設定契約）であるが遺言でもよい。地役権は第三章第一節（所有権の限界）の規定（公の秩序に関するものに限る）に違反しないものでなければならない（280条但書）。
要役地の一部のための地役権設定については肯定説（有力説）と否定説があるが、いずれにしても登記実務上は筆単位でしか設定できない。他方、承役地の一部への地役権設定は可能である。同一承役地の上に数個の地役権を設定をすることもできる（285条2項参照）。
後述のように要役地上の地上権者、永小作権者、賃借人は地役権を行使しうるが、地役権の設定については所有者限定説と所有者非限定説が対立する。地上権者や永小作人による設定については肯定的な見解が多いとされるが、所有者非限定説に立つ場合にも現行法上登記方法がなく要役地の従たる権利にとどまるという問題がある。なお、判例は賃借人による地役権設定につきこれを否定している（大判昭2・4・22民集6巻199頁）。
なお、地役権は併存しうるものである限り多重的に設定することも可能で、例えば同一の承役地上に通行地役権と眺望地役権を設定しうる。

### 取得時効
継続的に行使されるもので（継続地役権）、かつ、外形上認識することができるもの（表現地役権）に限り、時効取得することもできる（283条）。承役地の所有者が好意で暗黙に了承していた場合に地役権者が取得時効を援用しうるとすることは徳義上問題があるため、163条の取得時効の要件をさらに加重している。

### 相続
地役権は相続によっても取得される。

## 地役権の対抗要件
地役権の対抗要件は登記である（177条、不動産登記法3条4号・80条）。原則として登記なくして第三者に対抗することはできない（大判大10・1・24民録27輯221頁）。なお、民法施行法37条も参照。

## 地役権の効力

### 地役権者の権利義務
- 地役権の内容
地役権者は、設定行為で定めた目的に従い、他人の土地を自己の土地の便益に供することができる（280条）。地役権の当事者関係は承役地及び要役地の各土地権利者（所有者のほか地上権者・永小作人・土地賃借人）に及び、要役地上の地上権者、永小作権者、賃借人は地役権を行使しうる[4]。
- 物権的請求権
地役権も物権（本権）であり物権的請求権が認められるが、占有すべき権利を含まないため物権的返還請求権は行使できない[21][22]。
- 地代支払義務
民法には地役権の対価たる地代について規定はない[23]。過去の判例には地役権は無償に限られるとしたものがある（大判昭12・3・10民集16巻255頁）。しかし、学説は一般に地役権は無償のものに限られるものではないとし、対価については設定行為により定まるとみる[4]。ただし、対価は登記事項に含まれず登記することができないため第三者に対抗できず（大判昭13・3・10民集16巻255頁）、この点で囲繞地通行権や賃借権とは異なる[23][4]。

### 承役地所有者の権利義務
- 地役義務
承役地の土地権利者は地役義務（忍容義務あるいは不作為義務）を負う[24]。
- 承役地所有者の工作物設置義務・修繕義務
  - 設定行為又は設定後の契約により、承役地所有者が自己の費用で地役権の行使のために工作物の設置義務又は修繕義務を負担したときは、承役地の所有者の特定承継人も、その義務を負担する（286条）。
  - 承役地所有者は、いつでも、地役権に必要な土地の部分の所有権を放棄して地役権者に移転し、工作物の設置義務や修繕義務を免れることができる（287条）
- 承役地所有者の工作物の使用
承役地所有者は、地役権の行使を妨げない範囲内において、その行使のために承役地の上に設けられた工作物を使用することができる（288条1項）。この場合、承役地の所有者は、その利益を受ける割合に応じて、工作物の設置及び保存の費用を分担しなければならない（288条2項）。

## 地役権の存続期間
沿革的にはローマ法以来、地役権は永久のものとみられていた。地役権の存続期間については民法上にも規定がなく、設定行為で定めることは可能であるが、不動産登記法上の登記事項でないために登記方法もない。登記を肯定する学説もあるが登記実務上困難であるとされる。現代の法解釈においても永久地役権は可能であると考えられており、地役権は承役地の所有権に及ぼす影響が少なく著しく制限するものではないことや地役権には土地同士の利用の調整目的機能がある点がその理由として挙げられる。なお、溜池が埋め立てられた場合の溜池からの引水地役権など行使の目的が失われる場合には地役権は消滅する。

## 地役権の消滅
土地（承役地または要役地）の滅失、存続期間満了、地役権の放棄、混同により地役権は消滅する。このほか第三者が承役地を時効取得した場合、地役権が消滅時効にかかった場合にも地役権は消滅する。
- 承役地の時効取得
承役地の占有者が取得時効に必要な要件を具備する占有をしたときは、地役権はこれによって消滅する（289条）。ただ、この場合には承役地所有者が時効中断の手段をとらない限り、地役権者は地役権を失い不利益を被ることになるため、民法は承役地の占有者による時効取得にかかわらず地役権者の権利行使により地役権は消滅しないとする（290条）[27]。なお、290条は「地役権の消滅時効」と表現しているが、290条は承役地の占有者が取得時効により承役地を取得した場合の地上権の扱いについて規定したものであることから、この語句は誤りであり適切ではないとされる[8]。
- 地役権の時効消滅
地役権も消滅時効にかかる（167条2項）。消滅時効の期間は不継続地役権については最後の行使の時から起算し、継続地役権についてはその行使を妨げる事実が生じた時から起算する（291条）。要役地が数人の共有に属する場合において、その一人のために時効の中断又は停止があるときは、その中断又は停止は、他の共有者のためにも、その効力を生ずる（292条）。地役権者がその権利の一部を行使しないときは、その部分のみが時効によって消滅する（293条）。